# Dictionnaire du théâtre en Suisse
Le Theaterlexikon der Schweiz (TLS) / Dictionnaire du théâtre en Suisse (DTS) / Dizionario Teatrale Svizzero (DTS) / Lexique da teater svizzer (LTS) est une encyclopédie illustrée portant sur le théâtre en Suisse. Développée de 1997 à 2005 par l'Institut d'études théâtrales de l'université de Berne, elle est publiée en 2005 en trois volumes.

## Contenu
Le dictionnaire comprend 3 600 entrées, avec 800 illustrations. Il contient 3 000 biographies et articles sur des lieux, des groupes, des organisations, des événements et des sujets généraux.
Les articles sont disponibles en allemand (70 %), français (20 %), italien (6 %) ou romanche (2 %), selon la langue de la région ou de la personne en question. Les articles en romanche sont traduits en allemand. Les critères pour figurer dans le dictionnaire ont été fixés en fonction des spécificités de la scène théâtrale de chaque région linguistique : avoir joué cinq ans dans une troupe pour la Suisse alémanique ; avoir travaillé dix ans d'affilée pour la Suisse romande.

## Direction et rédaction
Le projet a été dirigé par Andreas Kotte (de), la rédaction assurée par Simone Gojan (1997–2005) et Thomas Blubacher (de) (1997–2001), avec Joël Aguet et Lou Lepori en tant que responsables des rédactions française et italienne.

## Version en ligne
Le texte (sans les illustrations) est mis en ligne en 2012[réf. nécessaire].